# Cephalotes peruviensis
Cephalotes peruviensis é uma espécie de inseto do gênero Cephalotes, pertencente à família Formicidae.